# Ozurgeti
Ozurgeti ( grúzul: ოზურგეთი ) a nyugat-grúziai  Guria régió székhelye. Korábban Macsaradze vagy Maharadze néven ismerték ( Filipp Maharadze tiszteletére nevezték el). A tea- és mogyorófeldolgozás regionális központja. Ozurgeti az Ozurgeti kerület közigazgatási központja is.

## Földrajz

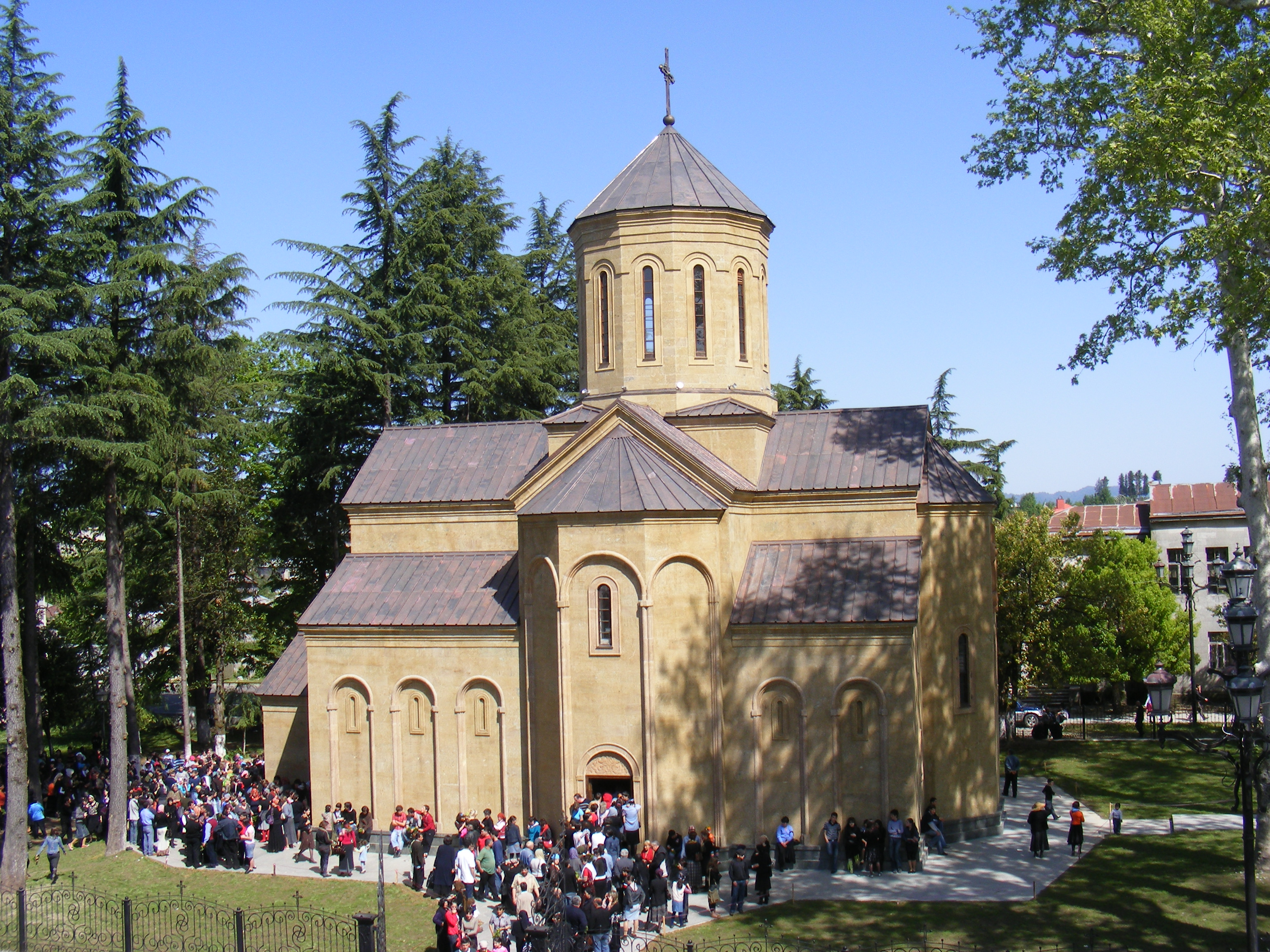
Templom Ozurgetiben

Ozurgeti 200 méter (656 ft) tengerszint felett magassában helyezkedik el. A várost északon és délen dombok határolják. A város nagyrésze a Bzsuzsi és a Natanebi folyók között található. A Natanebi folyó itt még a föld alatti folyik, a város egy része rá épült, míg a Bzsuzsi keresztül folyik a városon. 
Az Ozurgeti városa egy lejtőre épült, amelynek három széles terasza jól elkülöníthető: A legalsó szinten található a piacnegyed, ahol bazárok és kis üzletek találhatók, valamint egy sellőszoborral rendelkező tér. A középső teraszon található a város legtöbb középülete – beleértve az önkormányzati épületeket, a mozit, a színházat és a múzeumokat –, valamint a parkokat. A legmagasabb szinten többnyire magánlakások találhatók.

## Éghajlat
A város párás szubtrópusi klímával rendelkezik, és egész évben jelentős mennyiségű csapadék esik. A leghidegebb hónap a január, a legmelegebb az augusztus. A hó ritka, és elsősorban januárban, februárban és március elején fordul elő.

## Történelem

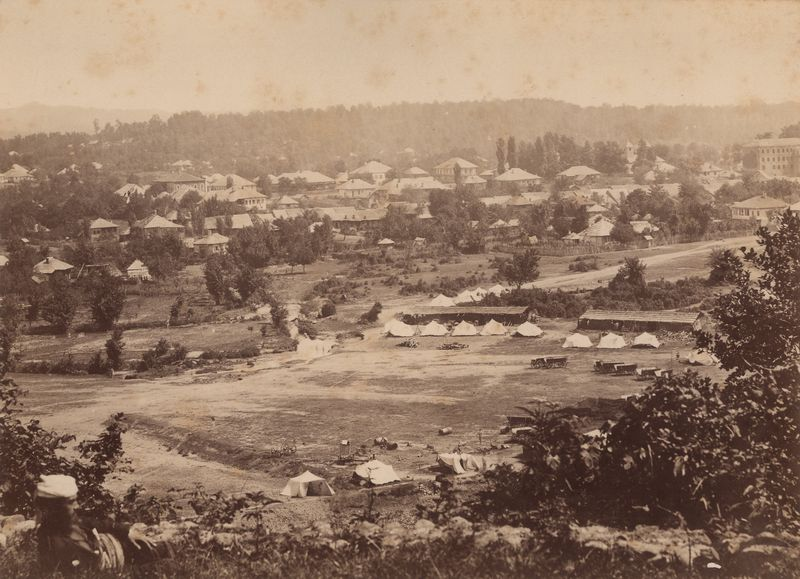
Ozurgeti 1878-ban.

Ozurgetit a késő középkorban alapították, név szerint először 1578-ban említik az Új grúz krónikákban (ახალი ქართლის ცხოვრო,ბბბtsk). Nem sokkal később Guria fontos kereskedelmi központja lett, a város alatt megtalált 270 ezüstpénzből álló kincs, az úgynevezett "Ozurgeti-kincs" későbbi felfedezése is ezt bizonyítja. A város. Guriai Hercegség uralkodóinak otthonaként is szolgált
1846. december 14-én Ozurgetit várossá nyilvánították.  Akkoriban valamivel több mint 300 lakosa volt, Ozurgeti népessége a város jelentőségével növekedett, 1865-re húsz év alatt megduplázódott, már 700 fölé emelkedett. 
Az orosz-török háború (1877–78) alatt fontos stratégiai helyszín volt. Ez volt a negyedik város Grúziában, ahol legális nyomda működött,
1891 óta. Az Orosz Birodalom idején a város a Kutaiszi Kormányzóság Ozurgeti Uyezd közigazgatási központja volt. 
1923. december 26-án vasútvonalat létesítettek, amely összeköti Ozurgetit az ország többi részével. 
1934. július 9-én a grúz bolsevik Filipp Maharadze tiszteletére nevezték át „Maharadze”-ra. 1989. május 15-én kapta vissza eredeti nevét.

## Demográfiai adatok
A 2014-es népszámlálás szerint a városnak 14 785 lakosa volt. 2010-ben a lakosságot 20 636 főre becsülték. A város 94,5%-a grúz, 3,8%-a örmény és 0,8%-a orosz. A hivatalos statisztikák szerint a lakosság 10%-a él a szegénységi küszöb alatt, a munkanélküliségi ráta pedig 15%. 2020-ban a lakosságot 14 372 főre becsülték. 

## Kultúra

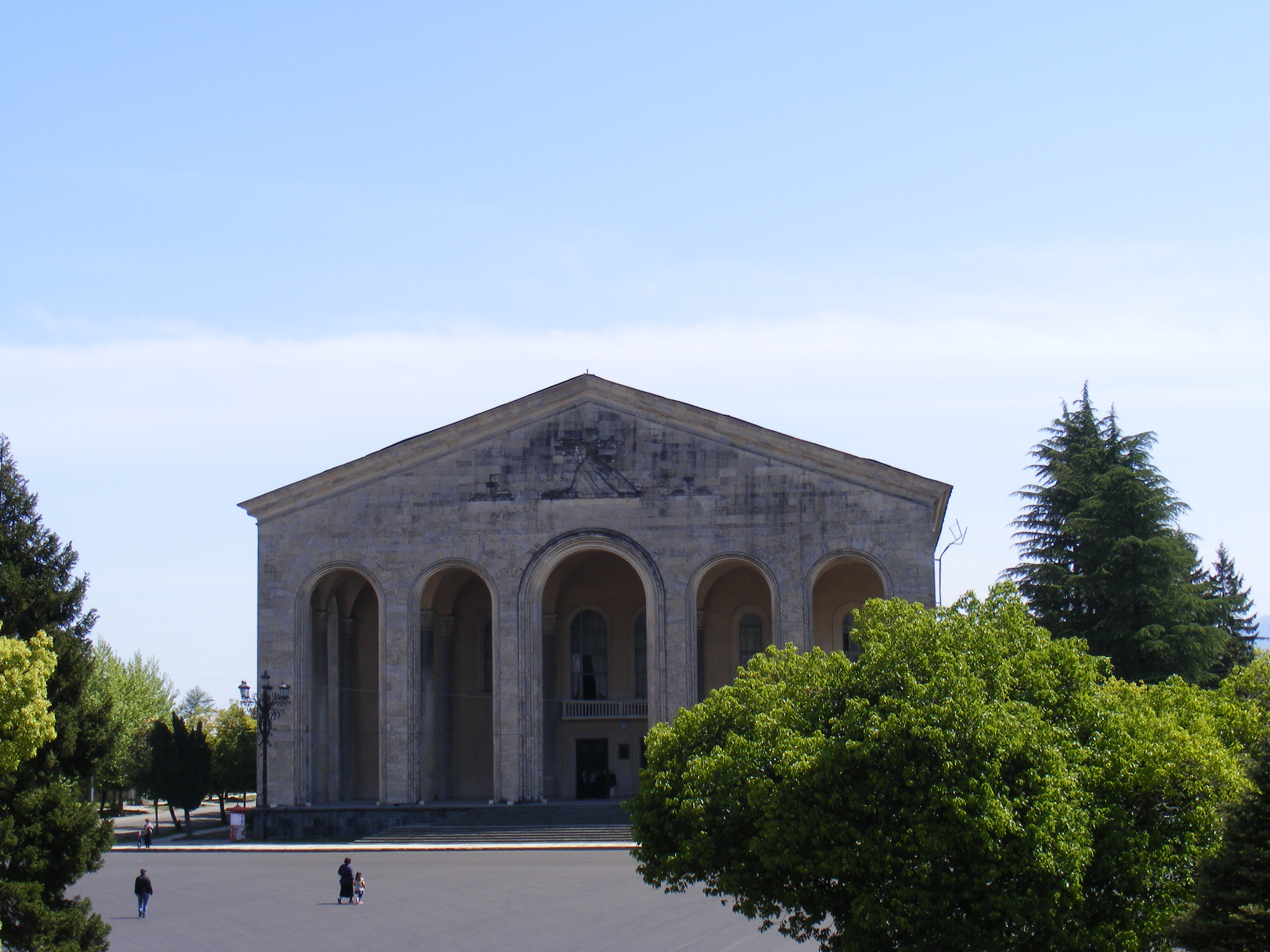
Ozurgeti Drámai Színház

### Színház
Az Ozurgeti Drámai Színház a város központi terén található. A színház Alexander Csucsunava nevét viseli, akinek szobra a szomszédos parkban áll. A színházat 1868-ban alapították, és az első produkció helyi amatőr színészek előadása volt. 1914-ben és 1933-ban is újabb színházépületet építettek. 1962-ben a színházat átköltöztették az ötemeletes szovjet neoklasszikus stílusú épületbe, amelyben jelenleg is működik. Ez Grúzia egyik legnagyobb színháza. 1968-ban nagyszabású centenáriumi ünnepséget rendeztek az épületben, és a színházat Csucsunaváról nevezték el. 2005-ben a Kulturális Minisztérium és a Színházi Dolgozók Szakszervezete az Ozurgeti Drámai Színházat Grúzia legjobb regionális színházának nyilvánította.

### Történeti Múzeum
Az Ozurgeti Történeti Múzeumot 1936-ban alapították, 1974-ben átmenetileg a Gurieli-palotába költöztették. 1991 óta található jelenlegi helyén. A múzeumban több mint 6000 műtárgy található, és jelenleg régészeti, numizmatikai, néprajzi, heraldikai, szfragisztikai és történelmi kiállítások láthatók. A műtárgyak közül talán a legkiemelkedőbb egy kard, amely állítólag Bonaparte Napóleoné volt. Itt található a régi nyomtatott könyvek gyűjteménye is.

### Közélet

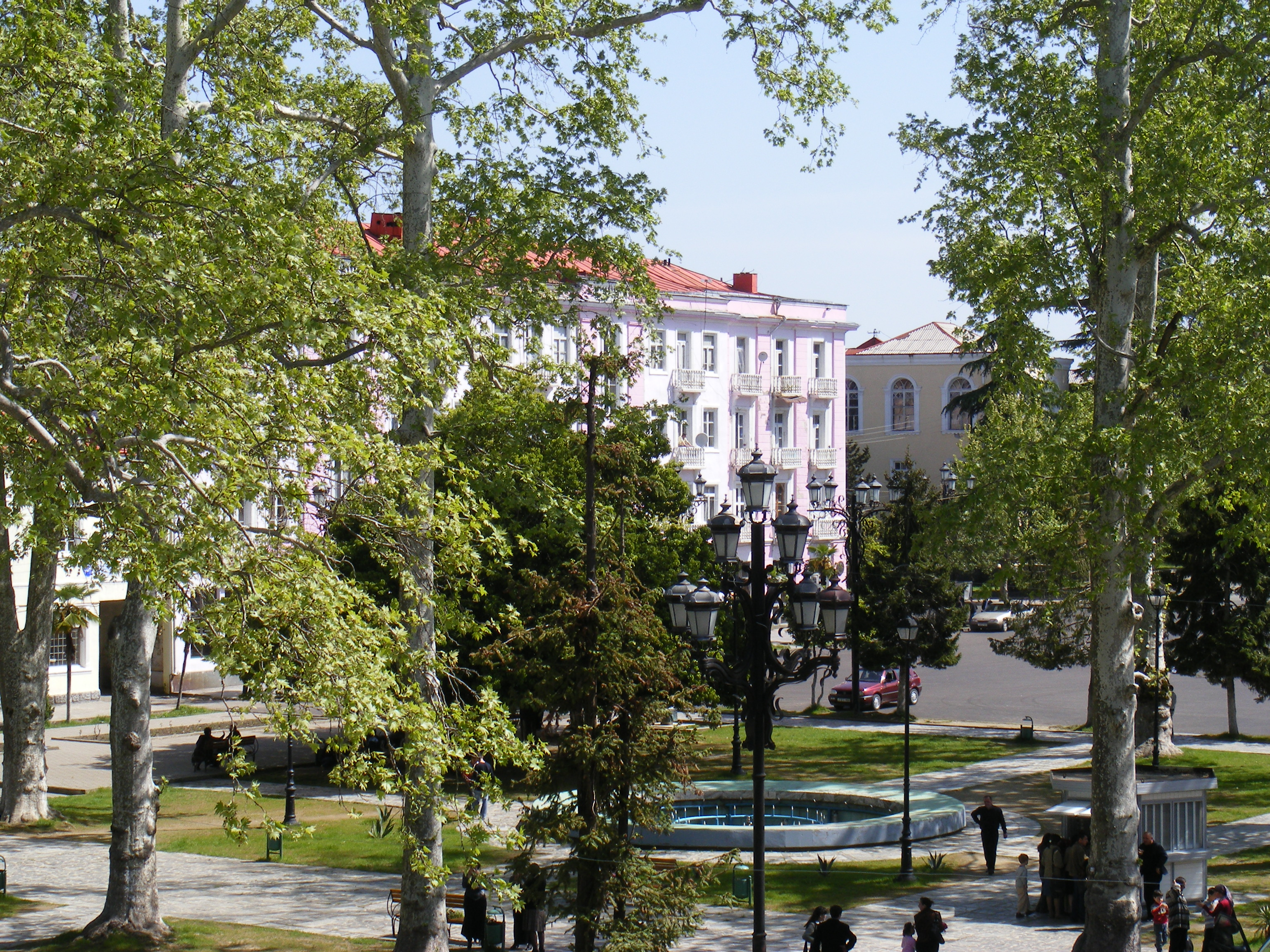
Ozurgeti városközpontja

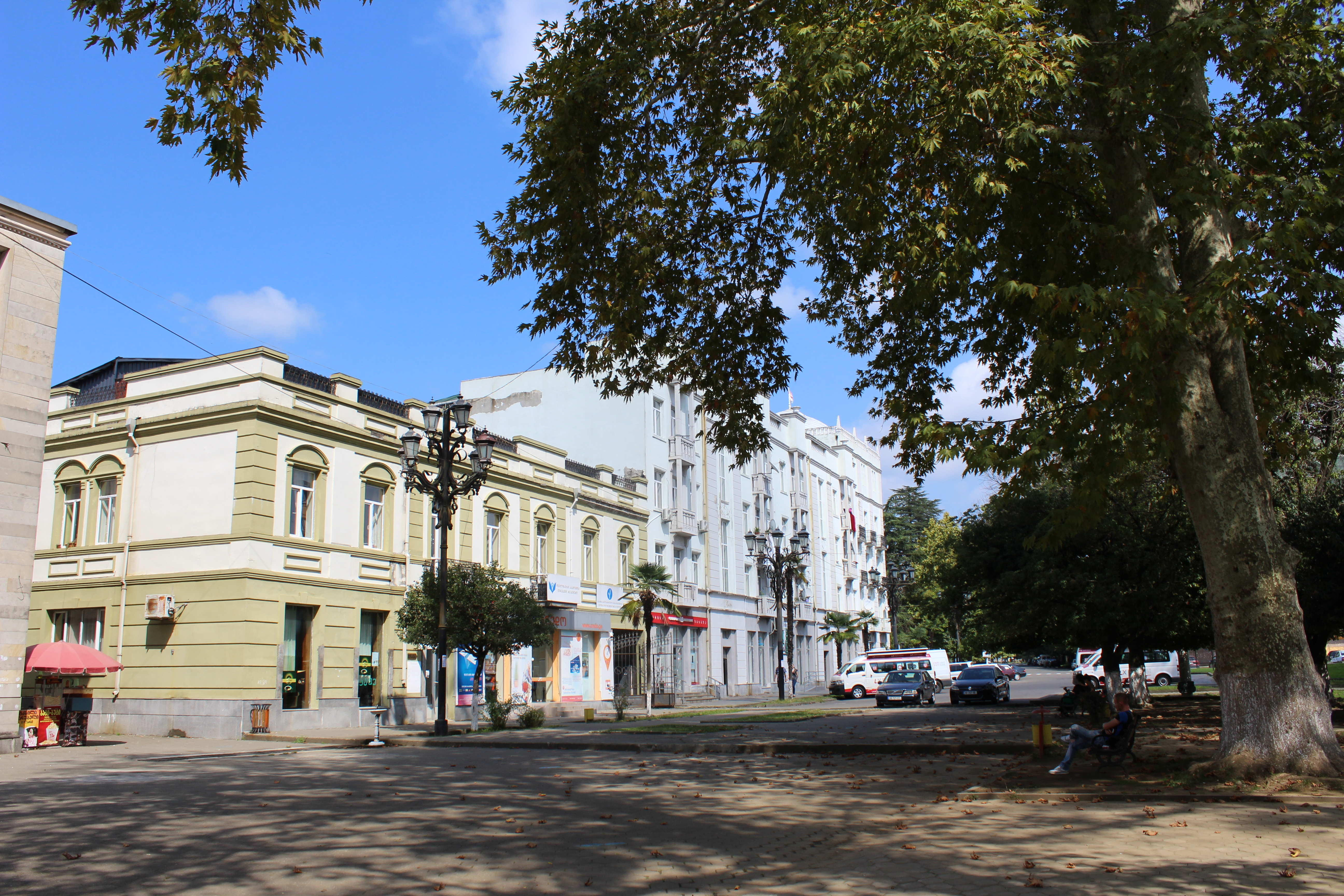
Ozurgeti központi park

Ozurgetiben 15 civil szervezet működik, amelyek többsége a város ifjúságával, a civil társadalommal, a demokráciával, a nők jogaival és az agronómiával foglalkozik. A városban található a  Fiatal Grúz Ügyvédek Szövetségének fiókja. A városban működik a Guria TV televízió is, amely az egész régióra sugároz.
A városnak három újsága van, amelyek egy része az egész régiót szolgálja ki. Számos más kulturális szervezet is működik a városban: városi könyvtár, gyermekszínház és modern művészeti galéria.

## Egyéb látnivalók
A közelmúltban egy ősi bizánci fürdőházat fedeztek fel Ozurgeti központjában. A romokat feltárják. A fürdőház egy kétszintes építmény volt. Az alsó, föld alatti színten volt a tűzkamra, amely a felső emeletet fűtötte, ahol nyilvános fürdők voltak.
Az 1873-ban épült Gurieli palota szintén a városközpont közelében található. Jelenleg a Semokmedi Ortodox Püspökség székhelye.

## Oktatás

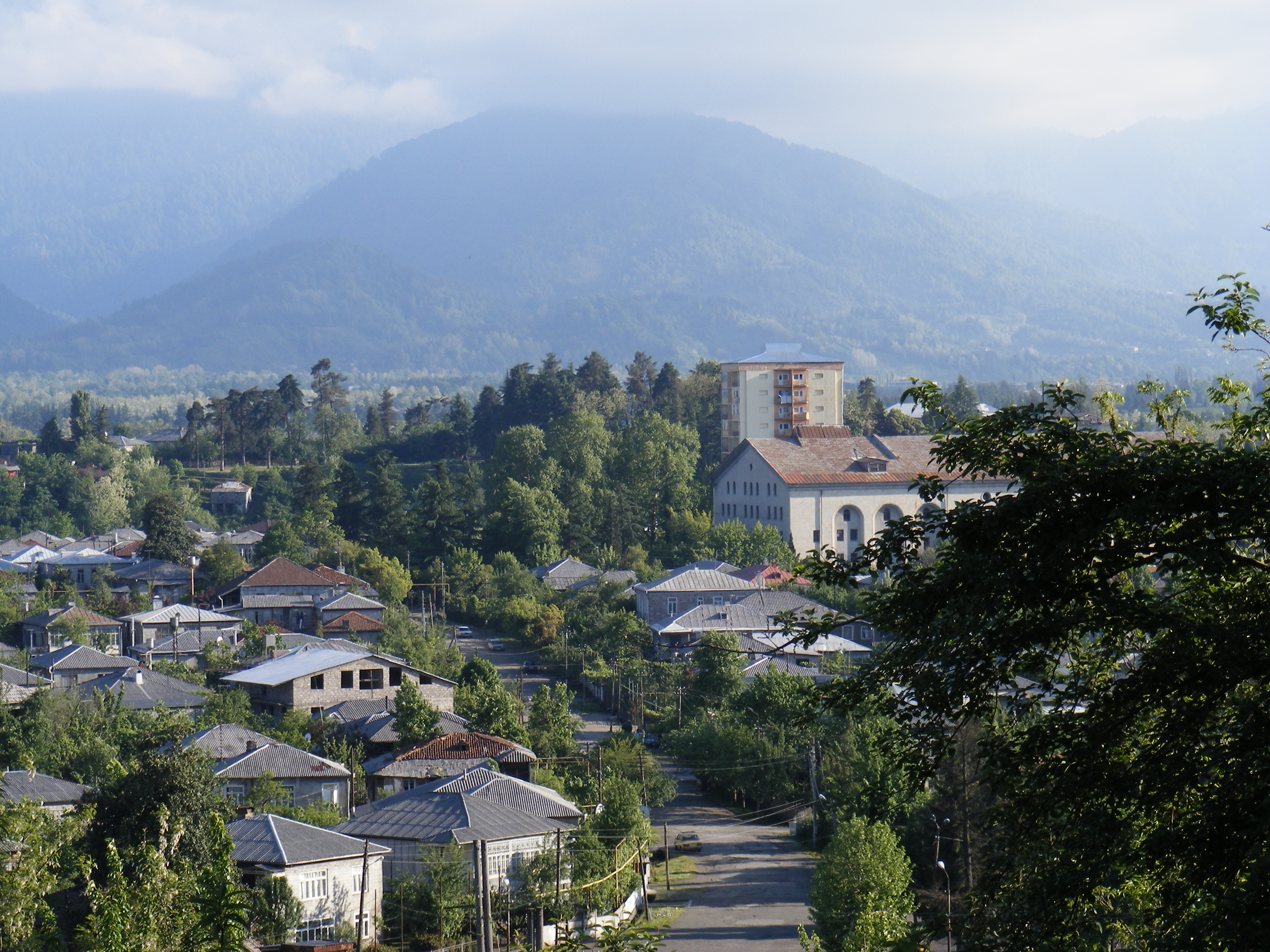
Kilátás Ozurgetire

A város első iskolája 1850. február 21-én nyílt meg. A neves grúzok közül Simon Gugunava, Niko Mari és Ekvtime Takaisvili járt ide az iskolába. 1874. július 1-jén az iskola önkormányzati igazgatás alá került. Ebben az időben nőtt az érdeklődés az oktatás és a műveltség iránt. A tanulói lakosság körében elterjedt politikai aktivizmus miatt az iskolát a 19. század végén a Kaukázusi Kormányzóság utasítására rövid időre bezárták.
A 20. század elején Constantine Leselidze és Porfirij Csancsibadze is járt az iskolába. 1918-ban a városi iskolában bevezették az elemi szintű oktatást. 1922-ben a növekvő népesség miatt új iskolát nyitottak, 2 számú iskola néven. Mindkét iskola 7. osztályos oktatást kínált.
Ozurgetiben napjainkban öt állami iskola, két egyházközségi iskola, kilenc óvoda és egy művészeti iskola működik.  2010 ben az általános és középiskolába beiratkozott tanulók összlétszáma nagyjából 2850 volt, a tanárok száma pedig 236 volt. Van egy szakkollégium is, mintegy 500 diákkal és 30 oktatóval.

## Sport
Ozurgetinek vannak rögbi- és futballklubjai. A városban két stadion található: a Barátság Stadion az önkormányzathoz tartozik, a futballklub használja; A Zvani Stadiont a rögbi klub használja. 2007-ben felépült egy „sportpalota”, amelyben miniatűr futballstadionná alakítható tér, röplabdapálya és kosárlabdapálya is található valamint birkózóterem is helyet kapott. A város önkormányzati sportiskolát működtet, amely magában foglal egy tae kwon do klubot, egy kosárlabda klubot, egy tenisz klubot, egy bokszklubot, egy judo klubot, egy súlyemelő klubot, egy szabadfogású birkózó klubot és egy jégkorong klubot.

## Híres ozurgetiek

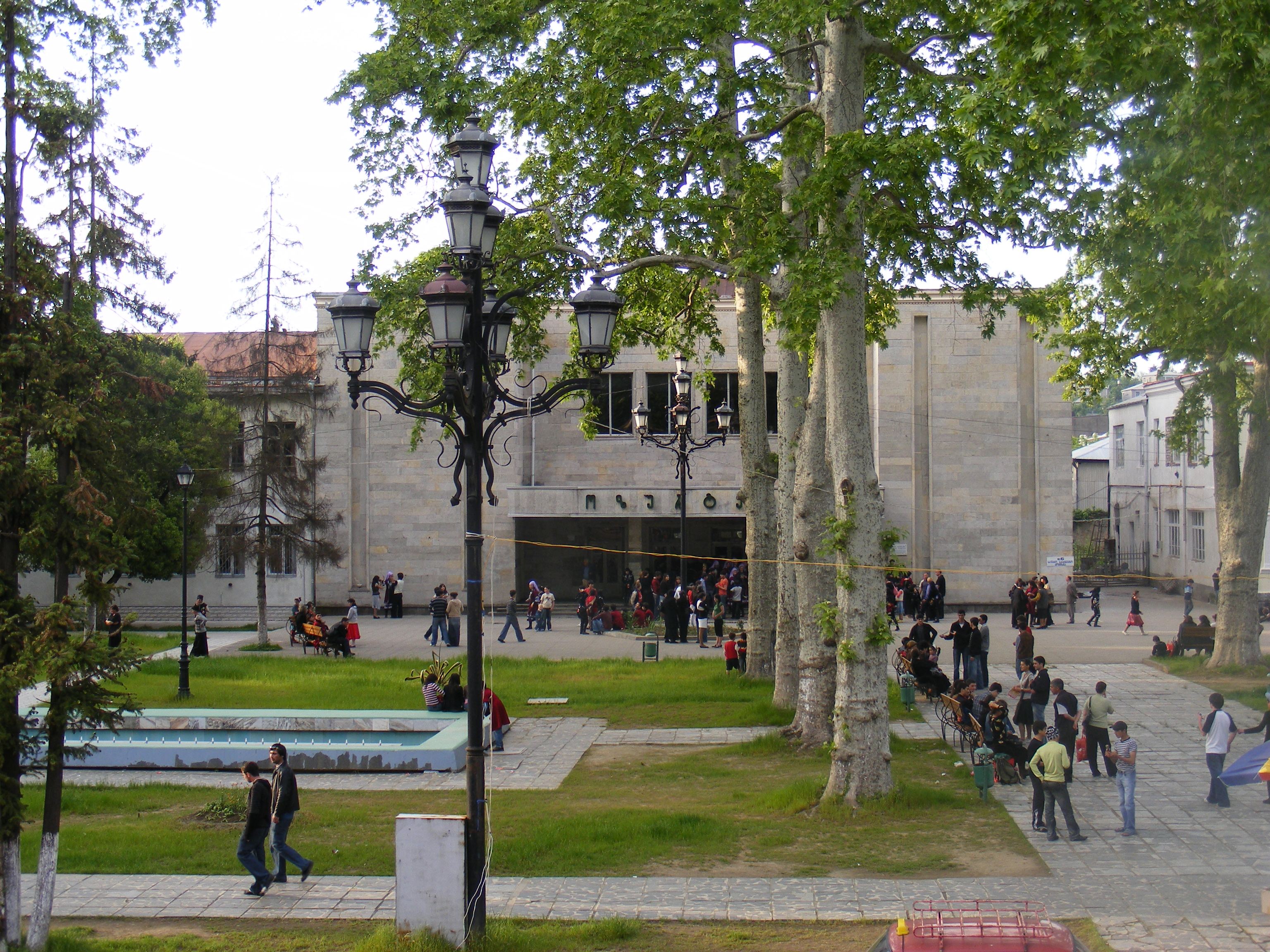
Ozurgeti mozi

- Siko Dolidze – filmrendező és forgatókönyvíró
- Viktor Dolidze –  zeneszerző
- Grigol Tkabladze – színész
- Giorgi Kekelidze – költő
- Simon Gugunava – költő
- Niko Marr – történész és néprajzkutató
- Ekvtime Takaisvili – történész és néprajzkutató
- Konstantin Leselidze – a Vörös Hadsereg parancsnoka a második világháború alatt
- Porfile Csancsibadze – Vörös Hadsereg tábornoka
- Zviad Kvacsantiradze – nagykövet, politikus és diplomata
- Manucsar Kvirkvelia – bírkozó, olimpiai aranyérmes
- Vahtang Blagidze – bírkozó, olimpiai aranyérmes

## Egyéb érdekesség
A Tamara Mihajlovna Szmirnova szovjet csillagász által 1970-ben felfedezett 2139 kisbolygó, Maharadze városáról  (ma Ozurgetii) kapta a nevét, a grúz és az ukrán nép közötti barátság tiszteletére. (Ukrán testvérvárosa Henicseszk). 

## Lásd még
- Guria

## Bibliográfia
- Georgian Soviet Encyclopedia, Vol. 6. o. 517 (1983)

## Fordítás
Ez a szócikk részben vagy egészben  a(z)   ოზურგეთი című grúz Wikipédia-szócikk fordításán alapul.  Az eredeti cikk szerkesztőit annak laptörténete sorolja fel. Ez a jelzés csupán a megfogalmazás eredetét és a szerzői jogokat jelzi, nem szolgál a cikkben szereplő információk forrásmegjelöléseként.